# Vincent M. Brennan

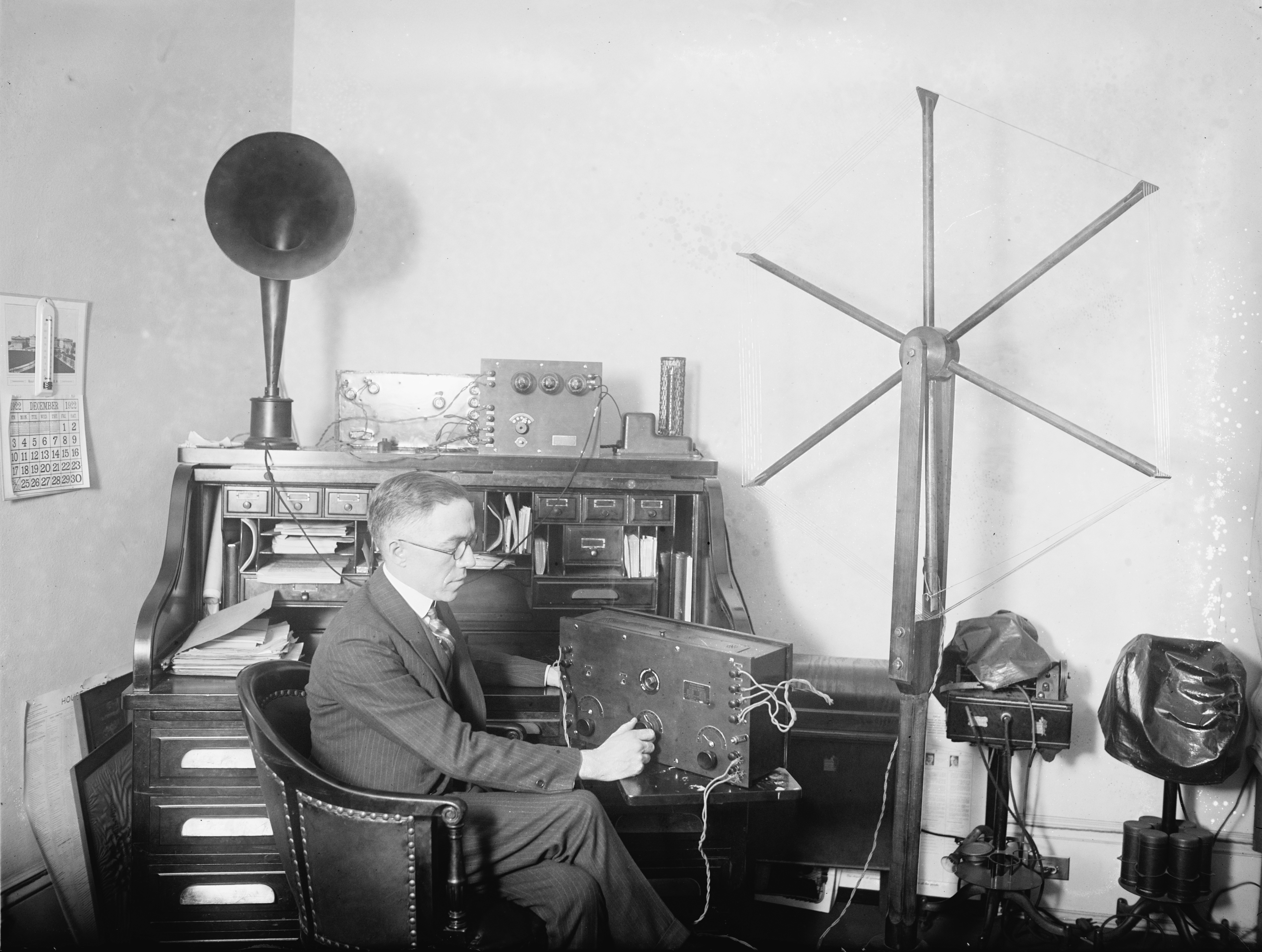
Vincent M. Brennan war ein Anhänger der neuen Radiotechnologie und setzte sich erfolglos für Direktübertragungen von Kongresssitzungen in diesem Medium ein.

Vincent Morrison Brennan (* 22. April 1890 in Mount Clemens, Michigan; † 4. Februar 1959 in Detroit, Michigan) war ein US-amerikanischer Politiker. Zwischen 1921 und 1923 vertrat er den Bundesstaat Michigan im US-Repräsentantenhaus.

## Werdegang
Im Jahr 1895 kam Vincent Brennan mit seinen Eltern nach Detroit, wo er zunächst die SS. Peter and Paul’s Parochial School und dann bis 1909 das Detroit College besuchte. Nach einem anschließenden Jurastudium an der Harvard University und seiner im Jahr 1912 erfolgten Zulassung als Rechtsanwalt begann er in Detroit in seinem neuen Beruf zu arbeiten. Bis 1914 absolvierte er gleichzeitig noch ein Studium an der University of Detroit. Politisch war Brennan Mitglied der Republikanischen Partei. In den Jahren 1912 und 1913 war er juristischer Berater des Arbeitsministeriums der Staatsregierung von Michigan; von 1915 bis 1920 fungierte er als Berater der Stadt Detroit. In den Jahren 1919 und 1920 saß Brennan im Senat von Michigan. Damals entwarf er auch eine Straßenverkehrsordnung für die Stadt Detroit, die als Modell für viele ähnliche Gesetze in anderen amerikanischen Städten diente. 
Bei den Kongresswahlen des Jahres 1920 wurde Brennan im 13. Wahlbezirk von Michigan in das US-Repräsentantenhaus in Washington, D.C. gewählt, wo er am 4. März 1921 die Nachfolge von Clarence J. McLeod antrat. Da er im Jahr 1922 auf eine weitere Kandidatur verzichtete, konnte er bis zum 3. März 1923 nur eine Legislaturperiode im Kongress absolvieren. Zwischen 1924 und 1954 war Brennan Bezirksrichter im Wayne County; anschließend arbeitete er wieder als Anwalt. Politisch ist er nicht mehr in Erscheinung getreten. Vincent Brennan starb am 4. Februar 1959 in Detroit.